# Mike Ortwein
Mike Robin Ortwein (* 27. Mai 1993 in Iserlohn) ist ein deutscher Eishockeyspieler, der seit August 2024 wieder bei den Eisadlern Dortmund in der Regionalliga unter Vertrag steht. Zuvor absolvierte er unter anderem neun Spiele für die Iserlohn Roosters in der Deutschen Eishockey Liga (DEL) und war zehn Jahre lang für die Hammer Eisbären in der Oberliga aktiv. 

## Karriere
Mike Ortwein begann seine Karriere als Eishockeyspieler in der Nachwuchsabteilung des Iserlohner EC. Aufgrund fehlenden Potentials in der Iserlohner Nachwuchsabteilung wechselte er später zum Krefelder EV 1981, für den er unter anderem von 2006 bis 2008 in der Schüler-Bundesliga aktiv war. Die folgenden drei Jahre verbrachte der Verteidiger bei der Düsseldorfer EG, für deren Juniorenmannschaft er in der Deutschen Nachwuchsliga antrat. In der Saison 2009/10 kam er für die zweite Mannschaft der Düsseldorfer parallel in der viertklassigen Eishockey-Regionalliga zu seinen ersten Einsätzen im Seniorenbereich. 
Für die Saison 2010/11 wechselte der Linksschütze zum EHC Dortmund aus der drittklassigen Eishockey-Oberliga, in der er auf Anhieb Stammspieler wurde. Zur Saison 2012/13 wurde Ortwein von den Iserlohn Roosters verpflichtet, für deren Profimannschaft er bei einem Auswärtsspiel gegen die Adler Mannheim sein Debüt in der Deutschen Eishockey Liga (DEL) gab. Nach einem Check von hinten gegen Christoph Ullmann war sein erstes DEL-Spiel für ihn wegen einer Spieldauerdisziplinarstrafe vorzeitig beendet. Parallel kam er zudem mit einer Förderlizenz ausgestattet für den Oberligisten Moskitos Essen zum Einsatz. Im folgenden Jahr spielte Ortwein mit einer Förderlizenz ausgestattet für die Füchse Duisburg. 
Nach der Saison 2013/14 wurde sein Vertrag bei den Iserlohn Roosters nicht verlängert. Daher schloss er sich im Sommer 2014 den Hammer Eisbären in der Oberliga an. Nach dem Abstieg in die Regionalliga gewann die Mannschaft im Jahr 2017 die Meisterschaft, 2020 gelang der Wiederaufstieg. Nach insgesamt zehn Jahren und 325 Pflichtspielen für die Eisbären wechselte er im Sommer 2024 zu den Eisadlern Dortmund, für die er seitdem in der Regionalliga spielt.

## Erfolge und Auszeichnungen
- 2017 Meister der Regionalliga mit den Hammer Eisbären
- 2020 Aufstieg in die Oberliga mit den Hammer Eisbären

## Karrierestatistik
Stand: Ende der Saison 2023/24
(Legende zur Spielerstatistik: Sp oder GP = absolvierte Spiele; T oder G = erzielte Tore; V oder A = erzielte Assists; Pkt oder Pts = erzielte Scorerpunkte; SM oder PIM = erhaltene Strafminuten; +/− = Plus/Minus-Bilanz; PP = erzielte Überzahltore; SH = erzielte Unterzahltore; GW = erzielte Siegtore; 1 Play-downs/Relegation; Kursiv: Statistik nicht vollständig)